# Велика тројка (тенис)
|               |              |               |
| Роџер Федерер | Рафаел Надал | Новак Ђоковић |

Велика тројка (енгл. Big Three) је термин који се односи на дводеценијску доминацију и ривалство три професионална тенисера: Роџера Федерера, Рафаела Надала и Новака Ђоковића. Ова три тенисера многи тениски стручњаци сматрају за најбоље тенисере у историји ове игре.
Од 2003. године до сада, поменути трио је у синглу освојио 66 слемова, 104 мастерса, 13 завршних мастерса, провели су преко 940 недеља на врху АТП листе, 16 пута су били на првом месту на крају АТП сезоне и 15 пута су проглашавани за играче године. Сва три тенисера освајала су и Дејвис куп са својим репрезентацијама и заузимају прва три места на листи најплаћенијих тенисера у мушком синглу. Сва тројица су рекордери и по броју титула на појединачном слему. Ђоковић са 10 титула је рекордер на отвореном првенству у Аустралији, Надал са 14 титула на Ролан Гаросу, а Федерер са 8 титула на Вимблдону. Поред тога, имају освојених и највише мастерса, чиме три водеће позиције такође припадају члановима Велике тројке (Ђоковић има 40 титула, Надал 36, а Федерер 28). Када су у питању завршни мастерси, Ђоковић има 7 титула, Федерер 6, док Надал у току своје каријере никада није успео да освоји завршни турнир.
Сва тројица су освајачи преко 90 АТП титула у сингл конкуренцији. Федерер је освојио 103 титуле, Ђоковић 100 титула, а Надал 92 титуле. По броју недеља на првом месту, Новак jе апсолутни рекордер и у мушкој и у женској конкуренцији са 428 недеља, Федерер има 310 недеља, а Надал 209. На Олимпијским играма у појединачној конкуренцији су такође остварили одличне резултате, Ђоковић и Надал су освајачи златне медаље, а Федерер сребрне медаље.

## Историја
Доминација "Велике тројке" започиње Федереровим освајањем Вимблдона 2003. године, који на позицију светског броја 1 долази почетком 2004. године, након освајања Аустралијен Опена. Уследио је успех Надала у 2005. години, после Отвореног првенства Француске тријумфом над Федерером, после чега су се смењивали на првој и другој позицији на АТП листи све до 2011. године. Те 2011. године, Новак Ђоковић је освајањем три од четири гренд слем турнира доспео на број 1 АТП листе и прекинуо вишегодишњу доминацију Федерера и Надала на АТП листи. Ђоковић 2008. године осваја свој први Гренд Слем, Аустралијен Опен, али права доминација је започела од 2011. године.
Освајањем 4. титуле на УС Опену 2023. године, Новак Ђоковић је освојио своју 24. гренд слем титулу, што је апсолутни рекорд у категорији тенисера. Ђоковић је и једини тенисер који је успео да освоји све гренд слем турнире бар по три пута. Надал је гренд слем турнире освојио најмање по два пута, док је Федереру недостајао још један Роланд Гарос да би се изједначио са Надалом у овој категорији. Са друге стране, Ђоковић је једини тенисер који је до сада и све Мастерс турнире освојио најмање два пута и који је сва четири Гренд Слем турнира држао у исто време (Вимблдон и УС Опен из 2015. године и Аустралијен Опен и Роланд Гарос из 2016. године - познато као "Ноле Слем").

### Број освојених Мастерс турнира
| #  | Турнир       | Роџер Федерер | Рафаел Надал | Новак Ђоковић |
| -- | ------------ | ------------- | ------------ | ------------- |
| 1. | Индијан Велс | 5             | 3            | 5             |
| 2. | Мајами       | 4             | 0            | 6             |
| 3. | Монте Карло  | 0             | 11           | 2             |
| 4. | Мадрид       | 6             | 5            | 3             |
| 5. | Рим          | 0             | 10           | 6             |
| 6. | Канада       | 2             | 5            | 4             |
| 7. | Синсинати    | 7             | 1            | 3             |
| 8. | Шангај       | 3             | 1            | 4             |
| 9. | Париз        | 1             | 0            | 7             |
|    | Укупно       | 28            | 36           | 40            |

### Број освојених Гренд Слем турнира
| #  | Турнир           | Роџер Федерер | Рафаел Надал | Новак Ђоковић |
| -- | ---------------- | ------------- | ------------ | ------------- |
| 1. | Аустралијен Опен | 6             | 2            | 10            |
| 2. | Роланд Гарос     | 1             | 14           | 3             |
| 3. | Вимблдон         | 8             | 2            | 7             |
| 4. | УС Опен          | 5             | 4            | 4             |
|    | Укупно           | 20            | 22           | 24            |

Невероватан је и податак да за 20 година, односно од 2004. године до УС Опена 2023. године, од укупно 79 одиграних Грен слем финала, у само шест Грен слем финала није било ниједног од три члана Велике тројке, а пропустили су да освоје само 14 највећих турнира, које су освојили следећи играчи:
1) Гастон Гаудио (Роланд Гарос, 2004. године, поражени финалиста: Гиљермо Корија);
2) Марат Сафин (Аустралијен Oпен, 2005. године, поражени финалиста: Лејтон Хјуит);
3) Хуан Мартин дел Потро (УС Опен, 2009. године, поражени финалиста: Роџер Федерер);
4) Енди Мари (УС Oпен, 2012. године, поражени финалиста: Новак Ђоковић);
5) Енди Мари (Вимблдон, 2013. године, поражени финалиста: Новак Ђоковић);
6) Станислас Вавринка (Аустралијен Опен, 2014. године, поражени финалиста: Рафаел Надал);
7) Марин Чилић (УС Опен, 2014. године, поражени финалиста: Кеј Нишикори);
8) Станислас Вавринка (Роланд Гарос, 2015. године, поражени финалиста: Новак Ђоковић);
9) Енди Мари (Вимблдон, 2016. године, поражени финалиста: Милош Раонић);
10) Станислас Вавринка (УС Опен, 2016. године, поражени финалиста: Новак Ђоковић);
11) Доминик Тим (УС Опен, 2020. године, поражени финалиста: Александар Зверев);
12) Данил Медведев (УС Опен, 2021. године, поражени финалиста: Новак Ђоковић);
13) Карлос Алкараз (УС Опен, 2022. године, поражени финалиста: Каспер Руд);
14) Карлос Алкараз (Вимблдон, 2023. године, поражени финалиста: Новак Ђоковић).

#### Остали рекорди
| Опис рекорда | Федерер                                      | Надал                            | Ђоковић                                            |
| --- | -------------------------------------------- | -------------------------------- | -------------------------------------------------- |
| Број освојених титула у сингл конкуренцији                                                                                              | 103                                          | 92                               | 100                                                |
| Укупан број недеља проведених на 1. месту АТП листе                                                                                     | 310                                          | 209                              | 428                                                |
| Укупан број победа | 1.251                                        | 1.080                            | 1.140                                              |
| Година комплетирања "Гренд слема каријере" (Освајање сва четири Гренд слем турнира: Аустралијен Опен, Роланд Гарос, Вимблдон и УС Опен) | 2009. године                                 | 2010. године                     | 2016. године                                       |
| Највећи број освојених титула у току једне сезоне                                                                                       | 12 (2006. године)                            | 11 (2005. године)                | 11 (2015. године)                                  |
| Број освојених ИТФ награда за најбољег тенисера године                                                                                  | 5 (2004, 2005, 2006, 2007, 2009)             | 4 (2008, 2010, 2017, 2019)       | 8 (2011, 2012, 2013, 2014, 2015, 2018, 2021, 2023) |
| Број освојених "великих" титула (Гренд слем титуле, Завршни мастерс, Мастерс 1000 титуле и олимпијско злато)                            | 54                                           | 59                               | 72                                                 |
| Најбољи почетак сезоне (Број узастопних победа без пораза)                                                                              | 17 - 0 (2018)                                | 20 - 0 (2022)                    | 41 - 0 (2011)                                      |
| Рекорд у броју победа без пораза у дуелима са другим тенисерима                                                                         | 17 - 0 Против Давида Ферера и Михаила Јужног | 18 - 0 Против Ришара Гаскеа      | 20 - 0 Против Гаел Монфиса                         |
| Број одиграних Гренд слем финала (број победа/број пораза у финалу)                                                                     | 31 (20/11)                                   | 30 (22/8)                        | 36 (24/12)                                         |
| Број одиграних Мастерс финала (број победа/број пораза у финалу)                                                                        | 50 (28/22)                                   | 53 (36/17)                       | 59 (40/19)                                         |
| Број година на првом месту на АТП листи на крају сезоне                                                                                 | 5 (2004, 2005, 2006, 2007, 2009)             | 5 (2008, 2010, 2013, 2017, 2019) | 8 (2011, 2012, 2014, 2015, 2018, 2020, 2021, 2023) |
| Највише победа у низу | 41                                           | 32                               | 43                                                 |
| Највише освојених АТП поена | 15.903                                       | 15.390                           | 16.950                                             |
| Број освојених Завршних турнира (број одиграних финала на турниру)                                                                      | 6 (10)                                       | 0 (2)                            | 7 (9)                                              |
| Највише освојених Мастерс 1000 титула у току једне сезоне                                                                               | 4                                            | 5                                | 6                                                  |
| Број освојених Дејвис куп турнира | 1                                            | 5                                | 1                                                  |
| Број освојених АТП купова | 0                                            | 0                                | 1                                                  |
| Број освојених Хопман купова | 3                                            | 0                                | 0                                                  |

## Ривалства у оквиру Велике тројке

#### Однос победа и пораза у међусобним дуелима
| Тенисер       | Ђоковић | Надал | Федерер | % победа       |
| ------------- | ------- | ----- | ------- | -------------- |
| Новак Ђоковић |         | 31–29 | 27–23   | 58–52 (52,73%) |
| Рафаел Надал  | 29–31   |       | 24–16   | 53–47 (53%)    |
| Роџер Федерер | 23–27   | 16–24 |         | 39–51 (43,3%)  |

#### Однос победа (+) и пораза (-) према врсти подлоге
| Тенисер       | Бетон       | Бетон | Бетон | Бетон | Шљака       | Шљака | Шљака | Шљака | Трава       | Трава | Трава | Трава |
| Тенисер       | Број мечева | +     | -     | %     | Број мечева | +     | -     | %     | Број мечева | +     | -     | %     |
| ------------- | ----------- | ----- | ----- | ----- | ----------- | ----- | ----- | ----- | ----------- | ----- | ----- | ----- |
| Роџер Федерер | 58          | 29    | 29    | 50%   | 24          | 6     | 18    | 25%   | 8           | 4     | 4     | 50%   |
| Рафаел Надал  | 47          | 16    | 31    | 34%   | 45          | 34    | 11    | 76%   | 8           | 3     | 5     | 38%   |
| Новак Ђоковић | 65          | 40    | 25    | 62%   | 37          | 13    | 24    | 35%   | 8           | 5     | 3     | 63%   |
| Укупно        | 85          | 85    | 85    | 85    | 52          | 52    | 52    | 52    | 12          | 12    | 12    | 12    |

Напомена: У резултате нису урачуната два одустајања пре почетка меча (Предаја Роџера Федерера Новаку Ђоковићу пре почетка финала завршног мастерса 2014. године и предаја Рафаела Надала Роџеру Федереру пре почетка полуфинала Индијан Велса 2019. године).

### Ђоковић–Надал
Ривалство Надала и Ђоковића је најдуже ривалство у историји тениса, са 60 одиграних мечева до сада, а укупан резултат је 31:29 за Ђоковића. Шпанац води са 20:9 на шљаци, 2:2 је на трави, док је на тврдој подлози 20:7 за Ђоковића. Између 2006. и 2010. ово ривалство је било у сенци ривалства Федерер-Надал, али је постало све приметније током 2011. и 2012. године и сматра се да je временом постало једно од највећих у историји. Рекорди:
- Најдуже ривалство у историји тениса (60 мечева у Опен ери)
- Једини играчи у историји Опен ере који су се сусрели на сва четири Гренд слем финала
- Једини играчи у историји Опен ере који су одиграли сва четири Гренд слем финала у низу
- Рекорд од 12 финала који су одиграли један против другог на АТП Мастерс 1000
- Рекорд од 22 меча који су одиграли један против другог на АТП Мастерс 1000
- Најдуже Гренд слем финале у историји Опен ере (финале Аустралијан Опена 2012)
- Најдужи меч у историји Опен ере на Аустралијан Опену
- Најдужи АТП меч у три сета у Опен ери (Мадрид мастерс 2009)

### Надал–Федерер
Федерер и Надал су укупно одиграли 40 мечева, а резултат је 24:16 у корист Рафаела Надала.
Постоје бројне занимљивости у вези са њиховим ривалством:
- Од марта 2005. до јула 2009, њих двојица су успели да освоје 17 од 18 гренд слемова (од Ролан Гароса 2005. до Вимблдона 2009. нису освојили само Отворено првенство Аустралије 2008) и 24 од 38 турнира АТП мастерс серије. У току тог периода, Федерер и Надал су освојили 11 узастопних гренд слемова, почевши од Ролан Гароса 2005. до Отвореног првенства САД 2007. Тако су постали једини пар у историји са три различита гренд слема (2005—2008 Ролан Гарос за Надала, 2003-2007 Вимблдон и 2004—2008 Ју-ес опен за Федерера) које су освојили бар четири пута узастопно за време 5 година доминације (2004—2008).
- Федерер је имао најдоминантнијих 4 година у историји тениса, од мастерс купа 2003. до мастер купа 2007. Освојио је 43 турнира, укључујући 12 гренд слемова, 4 мастерс купа и 13 турнира мастерс серије. Његов однос победа и пораза је био 320:24, што је укључивало и 6:8 против Надала.
- Надал је непрестано заустављао Федерера у његовом покушају да освоји Ролан Гарос и тиме искомплетира своје трофеје са гренд слемова. Рафаел Надал је успевао да порази Роџера 4 пута узастопно на шљакастом гренд слему (2005—2008) и то једном у полуфиналу, а три пута у финалу. На крају је Федерер ипак успео да освоји Ролан Гарос, и то у финалу без Надала, када је победио Робина Седерлинга у финалном мечу 2009.
- Не само да и Федерер и Надал поседују рекорде по броју узастопних победа на једној подлози (Федерер на трави и бетону, а Надал на шљаци), већ је низ обојице прекинуо онај други.
- Три узастопне године, њих двојица су играли у финалу Вимблдона и Ролан Гароса плус још два турнира на шљаци мастерс серије. Рафаел је освојио све Ролан Гаросе и 5 од 6 мастерс турнира, а Роџер 2 од 3 Вимблдона.
- Они су једини тенисери који су играли један против другог у 8 гренд слем финала.[4]

### Ђоковић–Федерер
Федерер и Ђоковић састали су се 50 пута, са односом победа 27:23, у корист Ђоковића. На тврдој подлози резултат је 20:18, на шљаци 4:4, а 3:1 на трави. Ривалство Федерера и Ђоковића је највећи ривалитет у гренд слем историји са рекордних 14 одиграних мечева, најчешће у полуфиналима. Ђоковић је једини играч поред Надала који је победио Федерера на више гренд слем турнира још од 2004, једини играч поред Надала који је победио Федерера на гренд слем турнирима два пута узастопно (2010. УС Опен и Аустралијан Опен 2011). Федерер је окончао савршен старт сезоне Ђоковића (41:0) победом у полуфиналу Отвореног првенства Француске 2011, али је Ђоковић успео да победи на УС Опену у пет сетова након спашавања две меч лопте против Федерера другу годину заредом. У полуфиналу Вимблдона 2012. године, Федерер је победио и светског броја један Ђоковића у четири сета. Многи стручњаци сматрају ривалство између Федерера и Ђоковића, као једно од најбољих ривалстава у Опен ери, поготово на бетону где су одиграли чак 30 мечева. Рекорди:
- Рекорд од 14 мечева који су одиграли један против другог на гренд слему.
- Једини играчи у историји који су се сусрели 9 пута у гренд слем полуфиналу.
- Рекорд од 6 мечева који су одиграли један против другог на УС Опену.
- Рекорд од 5 узастопних мечева који су одиграли један против другог на једном гренд слем турниру (на УС Опену).